# Typhlogastrura helleri
Typhlogastrura helleri är en urinsektsart som beskrevs av Christiansen och Wang 2006. Typhlogastrura helleri ingår i släktet Typhlogastrura och familjen Hypogastruridae. Inga underarter finns listade i Catalogue of Life.